# موریس روتس
موریس روتس (انگلیسی: Maurice Rootes; ۱۲ آوریل ۱۹۱۷ – ۱۷ ژوئن ۱۹۹۷) تدوین‌گر اهل انگلستان بود.
از فیلم‌ها یا مجموعه‌های تلویزیونی که وی در آن‌ها نقش داشته است، می‌توان به فاتح غرب اشاره نمود.